# Astma
Astma är en kronisk inflammatorisk sjukdom som påverkar luftvägarna. Symtomen beror på en varierande begränsning (obstruktion) av luftflödet. Obstruktionen beror på sammandragning av luftrörens muskler, och på grund av luftvägsinflammation en svullnad och ökad bildning av slem i luftrören. Förkylningsvirus ligger bakom upp mot 85 % av akuta astmaförsämringar.

## Typer
Astma delas traditionellt in i två olika typer: allergisk astma och icke-allergisk astma. Allergisk astma börjar oftast i barndomen, medan icke-allergisk astma är vanligare hos vuxna. Andra indelningar finns.
Tidigare användes termen "hjärtastma" (asthma cardiale) när andningsproblemet berodde på hjärtsvikt. Den skulle skiljas från astma orsakad av sammandragna luftrör, kallad "bronkialastma", "luftrörsastma" eller asthma bronchiale. Idag används sällan dessa termer. Med astma avses idag endast den sjukdom som orsakas av luftrörsproblem.

## Epidemiologi och etiologi
Astma är ett samlingsnamn för flera sjukdomar, som delvis skiljer sig åt i symtombild, etiologi och patofysiologi. Andelen personer med astma har bevisligen ökat kraftigt sedan mitten av 1900-talet. Prevalensen – alltså den andel individer i en befolkning som lider av tillståndet – skiljer sig tydligt åt i olika världsdelar.
Orsaken till astma tycks vara samverkan mellan genetiskt arv och miljö. Miljöfaktorer som bidrar till uppkomsten innefattar endotoxiner och vissa infektionssjukdomar, däribland inflammation i bronkerna eller luftvägarna och bronkospasm, samt rökning, matvanor, stress och medicinering under graviditeten. Tillståndet drabbar såväl barn som vuxna. Miljöfaktorers roll för uppkomsten har belagts genom studier i Tyskland före och efter Berlinmurens fall. Att genetiken åtminstone inte ensamt förklarar uppkomsten visar jämförande studier på kinesiska barn i Kina och deras släktingar i Kanada, av vilka de som blev kvar i Kina hade mycket lägre förekomst av astma. Samma studie har kunnat visa tydligt att uppkomsten framför allt handlar om samverkan mellan arv och miljö, men att arvet inte är nödvändigt och att miljöfaktorer inte alltid kan spåras.
Prevalensen av astma skiljer sig åt i världen. Lägst prevalens (under 5 % för barn och vuxna) har Kina, Indien och andra asiatiska länder. Högst prevalens (uppåt 20 %) har Storbritannien, Kanada, Australien och andra länder i västvärlden. I västvärlden har andelen barn med astma ökat kraftigt. År 1973 hade drygt 4 % brittiska 12-åringar astma, medan samma åldersgrupp i samma land 2003 var drygt 15 %.
Före puberteten drabbas oftare pojkar av astma, medan flickor drabbas oftare under eller efter puberteten. Utbrott av astma i vuxen ålder, som inte föregåtts av barnastma, hänger ibland samman med vissa läkemedel, men vanligare med att personen utsatts för vissa allergiframkallande substanser i sitt yrke.

## Symtom

Astmaanfall.

Astma är en sjukdom som ger andnöd, ibland förenat med pipande eller väsande ljud i bröstet, hosta och upphostning av slem. Luftrörsbesvären kan vara mer eller mindre ständigt kännbara (kronisk astma) eller endast tillfälliga (astmaanfall). 
Akut svår astma, som ibland fordrade respiratorbehandling, var vanlig innan det blev rutin att behandla astma med kortisonpreparat i inhalation.
En period med förvärrade symptom, ofta orsakat av luftvägsinfektion såsom förkylning, kallas exacerbation. Upp mot 80–85 % av alla astmaexacerbationer orsakas av virus (förkylningsvirus).

## Diagnostik
Grundvalen för diagnosen är patientens sjukhistoria och lungfunktionsundersökning (spirometri). En variabel luftvägsobstruktion påvisas med reversibilitetstest antingen med spirometri eller med en mätare av topputandningsflöde (PEF, peak expiratory flow-mätare). Vid tveksamhet kan man påvisa bronkiell hyperreaktivitet med en bronkial-provokation. Mätning av kväveoxid i utandad luft används för att bedöma närvaro av allergisk inflammation samt graden av densamma. Om allergiutredning anses lämplig, används pricktest eller IgE-blodprovstest (ofta kallat RAST-test). Vid astmaliknande symptom (tung andning, svårt få luft, tryck/tyngd i bröstet, hosta, slembildning) men negativa astmatest kan det ibland vara meningsfullt att utföra kapsaicintest för att utesluta sensorisk hyperreaktivitet.

## Differentialdiagnoser
Astma kan hos vuxna förväxlas med kroniskt obstruktiv lungsjukdom (KOL) och sensorisk hyperreaktivitet. Vid ansträngningsutlösta andningsbesvär är EILO en viktig differentialdiagnos.

## Behandling

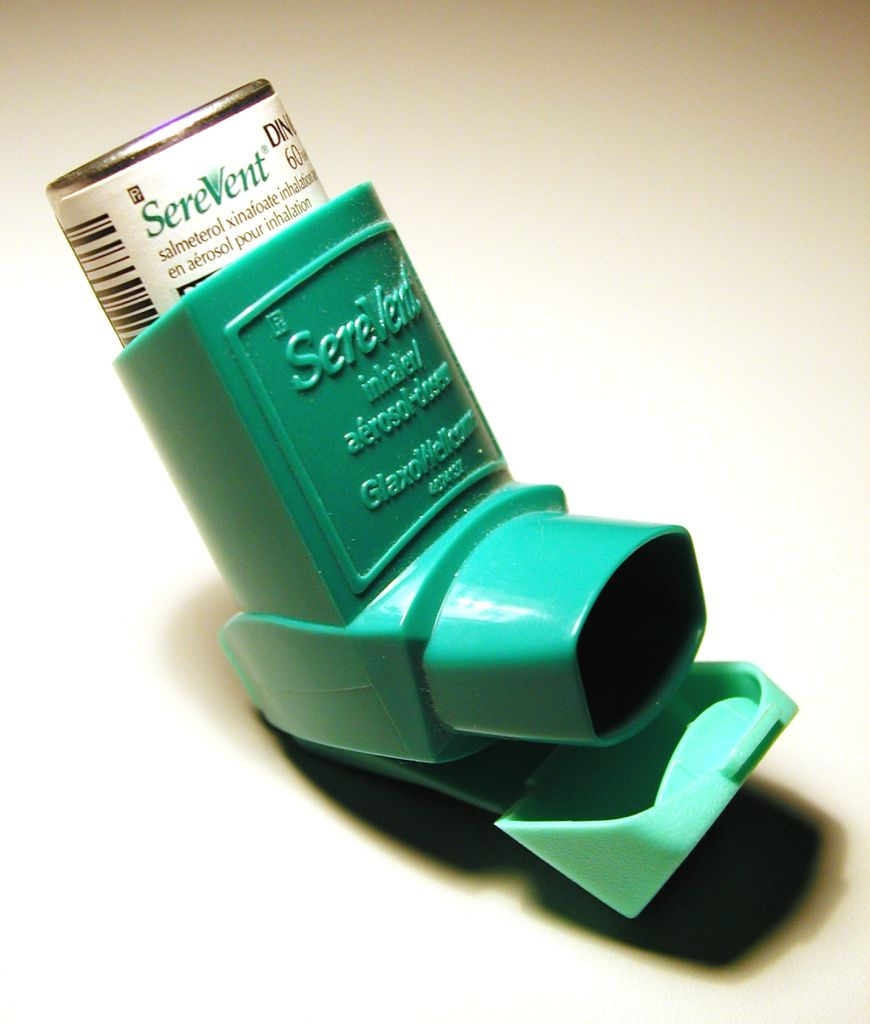
En inhalator med långtidsverkande bronkodilationsmedel.

Grunden i behandlingen av astma är inhalationssteroider, det vill säga inhalatorer med kortisonpreparat, som dämpar inflammationen i luftvägarna som föreligger vid astma. Inhalatorer levererar läkemedel lokalt till luftvägarna och lungorna. Därtill används inhalatorer med beta-2-stimulerare (beta-2-agonister) och ibland antikolinergika. Andra läkemedel som ibland används är leukotrienantagonister och natriumkromoglikat. Biologiska läkemedel kan användas som underhållsbehandling mot svår astma.
En systematisk översikt av forskningen på området, genomförd av SBU år 2021, visar att högre kontinuitet i relationerna i vården kan innebära lägre dödlighet i förtid samt färre akutbesök och sjukhusinläggningar.

### Barnastma

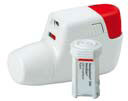
Pulverinhalator för barn.

Astma uppträder vanligtvis under barn- och ungdomsåren och är vanligare bland pojkar upp till puberteten, därefter blir det vanligare bland flickor. Runt åtta procent av alla skolbarn i Sverige har astma. Många av dem har symptom under perioder av uppväxten, men dessa försvinner ofta och cirka hälften är besvärsfria vid 20 års ålder. Mindre än hälften av barnen har astma fortsatt i vuxen ålder. 
För barn används oftast en pulverinhalator där barnet själv andas in läkemedlet så att det hamnar i lungorna, vanligtvis från 5–6 års ålder. De mindre barnen får däremot oftast en sprayinhalator som man kopplar till en behållare (spacer) som underlättar inhalationen. Detta för att de små barnen inte kan koordinera en aktiv inhalation eller skilja på inandning och utandning, utan de får andas som vanligt i behållaren för att få i sig läkemedlet som sprayats in i behållaren.

### Huskur
Enligt folkmedicinen hjälper en dekokt av blad från älgört.